# Kuranda notata
Kuranda notata är en insektsart som beskrevs av William Lucas Distant 1907. Kuranda notata ingår i släktet Kuranda och familjen Derbidae. Inga underarter finns listade i Catalogue of Life.